# 濃飛電気
濃飛電気株式会社（のうひでんき かぶしきがいしゃ）は、1920年代の岐阜県にて水力発電所建設を手掛けた電力会社である。美濃地方の根尾川と飛騨地方の庄川水系大白川に発電所を構えた。
1921年（大正10年）設立。中京地方の大手電力会社である東邦電力への電力供給と発電所周辺村落への配電が事業の中心であった。1928年（昭和3年）、三重県の電力会社三重合同電気（後の合同電気）へと合併され消滅した。

## 会社史

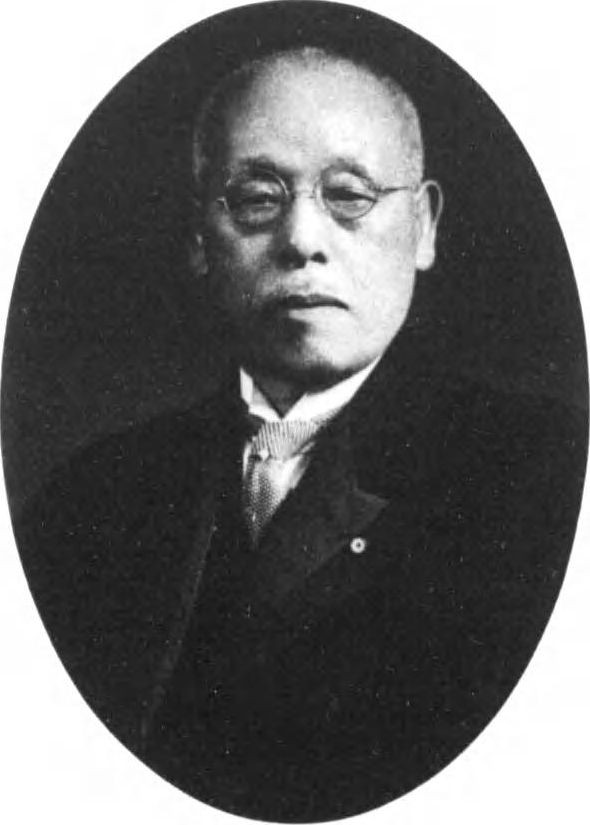
専務・第3代社長を務めた兼松煕

濃飛電気株式会社は、1921年（大正10年）3月23日に資本金300万円にて設立された。設立時の本店は東京市麹町区永楽町1丁目1番地（現・千代田区丸の内）、東京海上ビルに設置。愛知県名古屋市にも支店を構えた。
初代社長は成瀬正行、初代専務は兼松煕である。社長の成瀬は貿易商「盛興商会」を起こし第一次世界大戦下で財を成した人物で、電力業では当時大同電力取締役であった。専務の兼松は当時名古屋市の名古屋電灯にて取締役を務める。設立時の濃飛電気役員にはそのほか松永安左エ門（取締役）、水野直（監査役）などが名を連ねる。加えて相談役には福澤桃介（当時大同電力社長兼名古屋電灯社長）が就任した。このため福澤系の会社の一つに数えられる。
設立半年後の1921年12月、成瀬正行に代わって東園基光が社長に就任した。東園は富山県知事として富山県における県営電気事業起業を主導した人物である。ただし翌1922年（大正11年）7月に同じ福澤系の電力会社白山水力に転じており、同月兼松煕が後任社長となっている。兼松の在任中には社長以下幹部社員のほとんどが名古屋支店での勤務であり、1927年（昭和2年）6月25日付で支店のあった名古屋市東区七間町1丁目1番地へと本店が移転されている。
1926年（大正15年）8月14日、濃飛電気は株主総会にて大白川電力株式会社の合併を議決した。合併は同年12月1日に実施（合併報告総会は25日付）されている。合併に伴う濃飛電気の増資額は300万円。吸収された大白川電力は兼松煕が社長を兼ねる資本金200万円の系列会社で、平瀬発電所（後述）の開発にあたっていた。
1928年（昭和3年）3月15日、濃飛電気は三重合同電気（1930年合同電気へ改称）と合併し解散することを株主総会で議決した。同社は社名の通り三重県の電力会社であり、1922年に県内事業の統合により成立。翌年に徳島水力電気を合併し徳島県・淡路島に進出するなど広範な供給区域を持っていた。濃飛電気とは1927年5月共同出資による開発会社濃勢電力株式会社（後述）を設立していたという関係があった。三重合同電気と濃飛電気の合併は1928年7月1日付で実施され、8月2日には三重合同電気で合併報告総会が完了する。濃飛電気も報告総会当日をもって解散した。合併に伴う三重合同電気の増資額は濃飛電気の資本金と同額の600万円であり、濃飛電気側には三重合同電気の40円払込株式計12万株が交付されている。
三重合同電気との合併直前、1927年12月時点での役員は、社長兼松煕、取締役松永安左エ門・伊藤伝七ほか6名、監査役大喜多寅之助・安東敏之ほか3名という陣容で、引き続き福澤桃介が相談役にあった。うち社長の兼松は、合併後三重合同電気の副社長に転じている（1928年8月から1930年7月まで在任）。

## 発電所建設

### 能郷発電所
濃飛電気が自社建設した2か所の発電所のうち古いものは能郷発電所という。所在地は岐阜県本巣郡根尾村大字能郷（現・本巣市根尾能郷）。根尾川支流能郷谷川にある水力発電所で、使用水量最大20立方尺毎秒（0.57立方メートル毎秒）・有効落差112尺（33.9メートル）にて140キロワットを発電する。
1921年（大正10年）10月に運転を開始した。元は長島発電所建設工事用の電源を得るための発電所であるが、翌1922年（大正11年）7月に一般供給用発電所とする認可を取得、7月26日より出力の一部を割いて地元根尾村に対する配電を始めた。長島発電所完成後の1924年（大正13年）4月、「根尾興業株式会社」への譲渡が逓信省より認可され、能郷発電所は濃飛電気の手を離れた。その後合同電気時代の1934年（昭和9年）3月、根尾興業の電気事業が合同電気へと譲渡される。2年後の1936年（昭和11年）6月、能郷発電所は合同電気により廃止された。

### 長島発電所
位置：北緯35度40分35.9秒 東経136度34分26.6秒 / 北緯35.676639度 東経136.574056度
濃飛電気最初の本格的発電所は長島発電所である。所在地は本巣郡根尾村大字長島（現・本巣市根尾長島）。根尾川にある水力発電所で、使用水量最大230立方尺毎秒（6.51立方メートル毎秒）・有効落差266尺（80.6メートル）にて4,050キロワットを発電する。発電設備は電業社製横軸フランシス水車および芝浦製作所製三相交流発電機各2台からなる。
1923年（大正12年）3月14日、長島発電所は出力3,900キロワットにて運転を開始した。出力は年内に4,050キロワットへと引き上げられている。また合同電気時代の1932年（昭和7年）9月に「根尾発電所」へと改称された。合同電気から東邦電力、中部配電と引き継がれたのち、1951年より中部電力に属する。

### 金原発電所
位置：北緯35度34分30.4秒 東経136度38分22.2秒 / 北緯35.575111度 東経136.639500度
濃飛電気では、長島発電所に続く根尾川開発を第2期計画として構想していたが、1920年代後半の経済状態では開発後の電力消化が困難であった。その反面、開発を放置すると水利権の維持ができないため、窮余の策として三重県の三重合同電気との提携を立案、水利権を同社との共同出資による新会社に移して共同開発を進めることになった。新会社「濃勢電力株式会社」は資本金500万円（10万株のうち4万8400株を濃飛電気で引き受け）にて1927年（昭和2年）5月5日に設立された。
こうして設立された濃勢電力の第1期工事として建設されたのが金原発電所である。所在地は本巣郡外山村大字金原（現・本巣市金原）。発電所建設工事は会社本体の事務とあわせて濃飛電気の受託にて進められ、濃飛電気が三重合同電気に吸収された後の1929年（昭和4年）6月に竣工、28日より運転を開始した。なお翌1930年（昭和5年）5月1日付で濃勢電力は事業・権利・財産一切を合同電気へと譲渡している。
金原発電所は根尾川から最大500立方尺毎秒（14.16立方メートル毎秒）を取水し、132尺（40.0メートル）の有効落差を得て出力4,400キロワットにて発電する水力発電所である。発電設備は電業社製縦軸フランシス水車および芝浦製作所製三相交流発電機各2台からなる。合同電気へ渡った後は東邦電力、日本発送電の順で所有者が交代し、1951年からは中部電力に属している。

### 平瀬発電所
位置：北緯36度10分40.6秒 東経136度53分57.7秒 / 北緯36.177944度 東経136.899361度

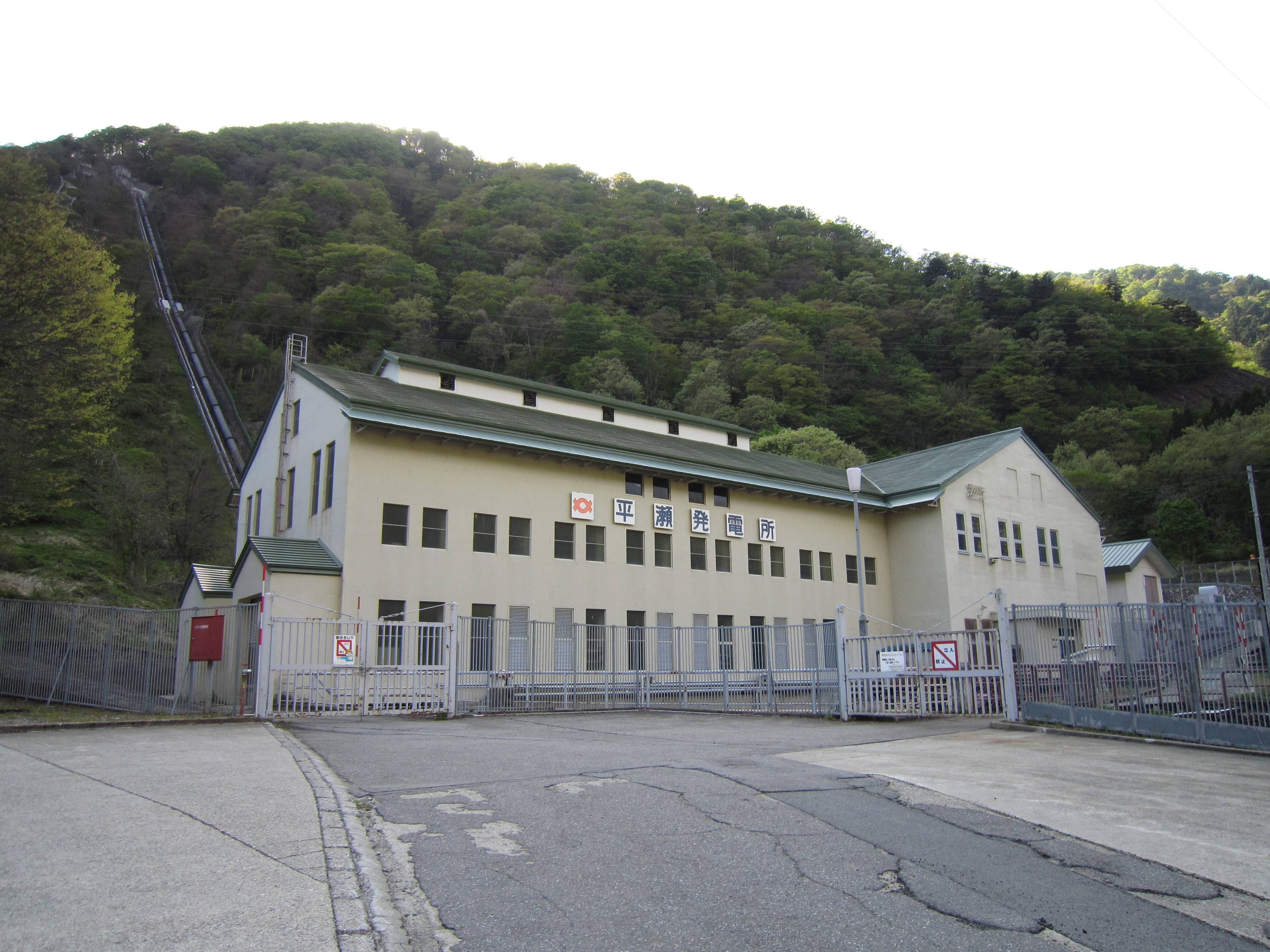
平瀬発電所（2010年撮影）

濃飛電気最大の発電所が平瀬発電所である。所在地は岐阜県大野郡白川村大字平瀬。これのみ庄川水系大白川にある水力発電所である。ただし取水は大白川から行うが、発電所自体は庄川本流合流点よりも下流の庄川左岸にある。使用水量最大250立方尺毎秒（6.95立方メートル毎秒）・有効落差664尺（201.2メートル）にて1万1,000キロワットを発電する。また発電設備は電業社製横軸フランシス水車および芝浦製作所製三相交流発電機各3台を備えた。
濃飛電気ではなく「大白川電力株式会社」という別会社が開発にあたった発電所である。まず同社発起人が1920年（大正9年）4月に水利権を取得。4年後の1924年3月16日、資本金200万円で会社設立に至り、さらに2年半後の1926年（大正15年）11月、出力8,850キロワットの発電所として竣工した。工事を濃飛電気が受託しており、完成後、前述の通り大白川電力は濃飛電気へと吸収された。また1927年4月には出力が1万1,100キロワットへと増強されている。
所有者は合同電気以後東邦電力、日本発送電と推移し、1951年以降は供給区域外ながらも関西電力に属している。

## 供給の動向

### 一般供給
1928年6月末時点における濃飛電気の電灯・電力供給区域は以下の岐阜県下26村であった。
| 稲葉郡 （2村）  | 常磐村・方県村（現・岐阜市） |
| 山県郡 （4村）  | 梅原村・大桑村・下伊自良村・上伊自良村（現・山県市）                                                                                 |
| 本巣郡 （11村） | 網代村・西郷村・七郷村（現・岐阜市）、 根尾村・文殊村・山添村・一色村・土貴野村・真桑村・弾正村（現・本巣市）、 川崎村（現・瑞穂市） |
| 揖斐郡 （7村）  | 富秋村・西郡村・鶯村・川合村（現・大野町）、 北方村・横蔵村・谷汲村（現・揖斐川町）                                                  |
| 大野郡 （2村）  | 白川村、 荘川村（現・高山市） |

上記26村のうち、濃飛電気が開業時点で供給区域として許可されていたのは常磐・方県・網代・西郷・七郷・根尾・文殊・山添・一色・土貴野・真桑・弾正・川崎・富秋・西郡・鶯・川合・横蔵・谷汲の19村。まず1922年7月26日根尾村にて能郷発電所からの配電により電灯供給を開業し、次いでその他地域にも東邦電力からの受電を元に同年9月中旬から順次電灯供給を開始していった。
岐阜県北部、大野郡の2村は旧・大白川電力の供給区域である。この2村の追加によって濃飛電気の供給区域は計26村となった。平瀬発電所のある白川村では、発電所の完成により平瀬・御母衣・牧・福島・尾神・長瀬・木谷の7地区で電灯供給が始まる。隣接する荘川村でも会社に対する鉄塔・電柱用地無償提供を条件に翌1927年2月から順次電灯供給が開始された。
三重合同電気合併を控えた1927年11月末時点における供給区域26村内における供給成績は、電灯1万9414灯・電動機用電力供給151馬力（約113キロワット）であった。

### 大口供給
濃飛電気では、発電所地元の供給区域における配電に充てる分を除き、発電した電力を大手電力会社の東邦電力へと送電していた。
送電設備については、長島発電所関係では発電所と岐阜市の鶴田町変電所を結ぶ33キロボルト送電線が存在した。鶴田町変電所における東邦電力への供給電力は1926年末時点で3,600キロワットである。一方、平瀬発電所には送電電圧77キロボルト・亘長38.4キロメートルの自社送電線「大平線」が接続した。同送電線は終点の大島開閉所で白山水力の送電線（福井県・西勝原発電所から伸びる）に接続。この白山水力線は大同電力の送電線に繋がり、最終的に愛知県犬山近郊にある東邦電力羽黒変電所に連絡する。羽黒変電所における平瀬発電所分の供給電力は1926年末時点で6,280キロワット、翌年5月末時点で8,940キロワットであった。
また濃勢電力によって建設された金原発電所には、三重県津市の津火力発電所までを結ぶ送電電圧77キロボルト・亘長101.9キロメートルの送電線「金津線」が接続した。このため金原発電所の発生電力は1929年6月の運転開始時より津方面へと送られた。

## 年表
- 1921年（大正10年）
  - 3月23日 - 濃飛電気株式会社設立[1]。資本金300万円、本店東京市麹町区永楽町1丁目1番地[1]。初代社長成瀬正行[5]。
  - 10月 - 能郷発電所運転開始[21]。
  - 12月27日 - 東園基光が2代目社長に就任[10]。
- 1922年（大正11年）
  - 7月15日 - 兼松煕（設立時より専務[5]）が3代目社長に就任[12]。
  - 7月26日 - 一般供給事業開業[12]。
- 1923年（大正12年）
  - 3月14日 - 長島発電所運転開始[26]。
- 1924年（大正13年）
  - 4月 - 能郷発電所の譲渡認可（根尾興業へ譲渡）[22]。
  - 3月16日 - 大白川電力設立[33]。
- 1926年（大正15年）
  - 11月 - 大白川電力により平瀬発電所竣工[31]。
  - 12月1日 - 大白川電力を合併[15]。合併に伴う増資額300万円[16]。
- 1927年（昭和2年）
  - 5月5日 - 三重合同電気（後の合同電気）との共同出資により濃勢電力設立[3]。
  - 6月25日 - 本店・支店を入れ替え、名古屋市東区七間町1丁目1番地へと本店移転[13]。
- 1928年（昭和3年）
  - 3月15日 - 三重合同電気との合併を決議[17]。
  - 7月1日 - 三重合同電気との合併実施[19][18]。
  - 8月2日 - 三重合同電気との合併に伴い濃飛電気解散[2]。
- 1929年（昭和4年）
  - 6月28日 - 金原発電所運転開始[30]。
- 1930年（昭和5年）
  - 5月1日 - 合同電気が濃勢電力の事業・財産を買収[18]。